# Équipe de Suisse de football en 1945
Cet article présente l'année 1945 pour l'équipe de Suisse de football.

## Bilan
|           | Nombre de matchs | Victoires | Défaites | Matchs nuls | Buts marqués | Buts encaissés |
| Domicile  | 4                | 3         | 1        | 0           | 9            | 4              |
| Extérieur | 0                | 0         | 0        | 0           | 0            | 0              |
| Neutre    | 0                | 0         | 0        | 0           | 0            | 0              |
| Total     | 4                | 3         | 1        | 0           | 9            | 4              |

## Matchs et résultats
| Match amical                             | Suisse          | 1 - 0   | France | La Pontaise, Lausanne                               |                                                     |
| 8 avril 1945 · Historique des rencontres | Friedländer 53e | (1 - 0) |        | Spectateurs : 25 000 Arbitrage : Georges Capdeville | Spectateurs : 25 000 Arbitrage : Georges Capdeville |
| 8 avril 1945 · Historique des rencontres | Rapport         |         |        | Spectateurs : 25 000 Arbitrage : Georges Capdeville | Spectateurs : 25 000 Arbitrage : Georges Capdeville |

| Match amical                            | Suisse          | 1 - 0   | Portugal | Rankhof, Bâle                                   |                                                 |
| 21 mai 1945 · Historique des rencontres | Friedländer 51e | (0 - 0) |          | Spectateurs : 25 000 Arbitrage : Pedro Escartín | Spectateurs : 25 000 Arbitrage : Pedro Escartín |
| 21 mai 1945 · Historique des rencontres | Rapport         |         |          | Spectateurs : 25 000 Arbitrage : Pedro Escartín | Spectateurs : 25 000 Arbitrage : Pedro Escartín |

| Match amical                                         | Suisse                       | 4 - 4   | Italie                                       | Hardturm, Zurich                             |                                              |
| 11 novembre 1945 · 15h00 · Historique des rencontres | Amadò 25e 37e 84e · Aeby 78e | (2 - 1) | 3e (pen.) Piola · 47e Loik · 63e 69e Biavati | Spectateurs : 22 000 Arbitrage : Victor Sdez | Spectateurs : 22 000 Arbitrage : Victor Sdez |
| 11 novembre 1945 · 15h00 · Historique des rencontres | Rapport                      |         |                                              | Spectateurs : 22 000 Arbitrage : Victor Sdez | Spectateurs : 22 000 Arbitrage : Victor Sdez |

| Match amical                                         | Suisse                          | 3 - 0   | Suède | Les Charmilles, Genève                         |                                                |
| 25 novembre 1945 · 14h45 · Historique des rencontres | Amadò 25e 44e · Friedländer 76e | (2 - 0) |       | Spectateurs : 25 000 Arbitrage : George Reader | Spectateurs : 25 000 Arbitrage : George Reader |
| 25 novembre 1945 · 14h45 · Historique des rencontres | Rapport                         |         |       | Spectateurs : 25 000 Arbitrage : George Reader | Spectateurs : 25 000 Arbitrage : George Reader |